# Nora Dunn
Nora Dunn (Chicago, 29 april 1952) is een Amerikaanse actrice en komiek.

## Biografie
Dunn werd geboren in Chicago en groeide op in een katholiek gezin met een Ierse achtergrond, en is een  zus van Kevin. Dunn was van 1987 tot en met 1995 getrouwd, en is vanaf 1998 opnieuw getrouwd.

## Filmografie

### Films
Selectie:
- 2018: Tag - Linda
- 2015: Entourage – dr. Deanne Emily Marcus
- 2012: The Guilt Trip – Gayle
- 2012: LOL – moeder van Emily
- 2009: It's Complicated – Sally
- 2008: Pineapple Express – Shannon
- 2006: Southland Tales – Cyndi Pinziki
- 2004: Laws of Attraction – rechter Abramovitz
- 2004: November – dr. Fayn
- 2003: Runaway Jury – Stella Hulic
- 2003: Out of Time – dr. Donovan
- 2003: Bruce Almighty – Ally Loman
- 2001: Zoolander – Britse ontwerpster
- 2001: What's the Worst That Could Happen? – Lutetia Fairbanks
- 2001: Heartbreakers – mevr. Madress
- 2000: What Planet Are You From? – Madeline
- 1999: Drop Dead Gorgeous – Colleen Douglas
- 1998: Air Bud: Golden Receiver – Natalya
- 1998: Bulworth – Missy Berline
- 1995: The Last Supper – sheriff Alice Stanley
- 1994: I Love Trouble – Lindy
- 1993: Born Yesterday – Cynthia Schreiber
- 1988: Working Girl – Ginny

### Televisieseries
Uitgezonderd eenmalige gastrollen.
- 2021-2022: Home Economics - als Muriel (11 afl.)
- 2016–2022: Chicago Med – dr. Richardson (10 afl.)
- 2021: The Big Leap - als Gina (5 afl.)
- 2017-2019: How to Get Away with Murder - rechter Lily Nanjani (2 afl.)
- 2018: The Boss Baby: Back in Business - Gigi (10 afl.)
- 2016-2017: Graves - Laura Wolf (2 afl.)
- 2017: 2 Broke Girls – Teresa (2 afl.)
- 2015–2016: New Girl – Louise (4 afl.)
- 2015–2016: Best Friends Whenever – Janet Smythe (6 afl.)
- 2014–2015: Sirens – Bridget (2 afl.)
- 2013–2014: Bones – Tess Brown (2 afl.)
- 2006–2011: Entourage – Dr. Marcus (6 afl.)
- 2007–2008: Boston Legal – advocate Cynthia Rhodes (2 afl.)
- 2006–2007: Shark – Gretchen Curbow (2 afl.)
- 2006: Three Moons Over Milford – Michelle Graybar (9 afl.)
- 1998–2000: Histeria! – Barbara S. / Lydia Karaoke (3 afl.)
- 1999: The Wild Thornberrys – vrouwelijke officier / Frieda (stemmen)
- 1996–1999: The Nanny – Dr. Reynolds / Mevr. Richardson (8 afl.)
- 1998: The X-Files – JoAnne Fletcher (2 afl.)
- 1993–1996: Sisters – Norma Lear (19 afl.)
- 1985–1990: Saturday Night Live – diverse karakters (90 afl.)